# Langdysse von Nordenbro
Der Langdysse von Nordenbro liegt nördlich von Magleby im Süden der Insel Langeland in Dänemark. Die Anlage entstand zwischen 3500 und 2800 v. Chr. als Großsteingrab der Trichterbecherkultur (TBK).

## Beschreibung
Der stark abgepflügte etwa 2,3 m hohe trapezoide Hügel des Hünenbettes des Langdysse misst etwa 19,7 × 8,0 m, mit bis zu 2,0 m großen, teilweise noch stehenden Randsteinen. Etwa in der Mitte des Hügels liegen mit der flachen Seite nach oben, direkt an der Oberfläche zwei oder drei Steine. Einer ist über 2,0 m, der andere über 1,5 m lang. Vermutlich handelt es sich dabei um einen Kammerrest (möglicherweise um zwei Decksteine in situ).
Südlicher liegt der Langdysse von Søndenbro.